# Stateira (žena Artakserksa II.)
Za ostale povijesne ličnosti pod imenom „Stateira“ vidi: Stateira (razdvojba)
Stateira (perz. Rođenje zvijezda, umrla oko 400. pr. Kr.) je bila žena Artakserksa II., vladara Perzijskog Carstva.

## Biografija

### Rani život
Stateira je bila kćer perzijskog plemića Hidarna. Udala se za Artakserksa II., najstarijeg sina Darija II. i njegove kraljice Parisatide. Grčki povjesničar Ktezije piše kako je Darije II. želio uspostaviti dobre odnose s važnom plemićkom obitelji iz koje je Stateira potjecala, te zbog toga što se njen brat Teritučmo oženio Darijevom sestrom. Teritučmo je navodno volio jednu od njegovih polusestara više nego samu princezu, zbog čega je pokušao pokrenuti pobunu. Ipak, kraljica Parisatida dala je pogubiti svu Hidarnovu djecu osim Stateire, na zahtjev kralja.
Artakserkso II. preuzeo je vlast 404. pr. Kr., nakon smrti njegova oca Darija II. Čini se kako je Stateira bila jedina legitimna Artakserksova žena, budući kako je imao velik broj konkubina. Stateira mu je rodila nasljednika Artakserksa III., te brojnu drugu djecu među kojima se spominju sinovi Darije i Arijasp, te kćeri Atosa, Apama, Rodogina i Amestris (neki autori spominju i Sisigambis). Budući kako su Artakserksova žena Stateira i njegova majka Parisatida željele ostvariti što veći politički utjecaj na samog velikog kralja, postale su žestokim rivialima.

### Javna djelatnost
Stateira je bila vrlo popularna u narodu, navodno zato što je ostavila otvorena zavjese kraljevske kočije prilikom putovanja i razgovarala s običnim ljudima. Stala je iza svog supruga Artakserksa II. prilikom borbi za prijestolje s bratom Kirom Mlađim kojeg je kao omiljenog sina podržavala njihova majka Parisatida. Sukobi između dviju žena doveli su do Parisatidinog zagovaranja vanbračnih veza Artakserksa II. u cilju da povrijedi Stateiru. S druge strane, Stateira je na kraljevskom dvoru optuživala kraljicu majku za okrutno ponašanje, npr. prema eunuhu Masabatu koji je pogubio pobunjenog Kira Mlađeg.

### Smrt
Naposljetku, kraljica majka Parisatida dala je pogubiti Stateiru. Atnički izvori spominju različite razloge njenog ubojstva. Prema jednoj verziji Parisatida je željela spasiti život spartanskog generala Klearha i njegovih zapovjednika, koje je zarobio perzijski satrap Tisafern. Stateira je prema istoj priči nagovarala muža Artakserksa II. da poštedi njihov život, nakon čega ju je Parisatida dala otrovati.
Plutarh sumnja u navedenu verziju događaja, te tvrdi kako je Parisatida dala pogubiti svoju snahu budući kako je njen sin Artakserkso II. zaista bio zaljubljen u suprugu Stateiru. Također, navodi kako je Parisatidi u ubojstvu pomogao kraljevski dvoranin Gigis. Ona je navodno polovicu pečene ptice probola otrovnim nožem, zbog čega je samo dio mesa bio zaražen. Nakon toga poslužila ju je Statieru prilikom zajedničkog objeda, zbog čega je Stateira umrla bolnom smrću.

## U romanu Haritona
Stateira se spominje u romanu „Zgode Hereje i Kaliroje“ grčkog pisca Haritona iz Karije.

## Poveznice
- Artakserkso II.
- Artakserkso III.
- Parisatida
- Ahemenidsko Perzijsko Carstvo

### Antička djela
- Ktezije: „Persica“ 55. – 56. (u sažecima Focija I.)
- Plutarh: „Život Artakserksa II.“, 5. – 6. i 17. – 19.

### Moderna djela
- Karl Fiehn: Stateira (1), Realencyclopädie der Classischen Altertumswissenschaft, III. svezak, A. 2., 1929., red. 2170. – 2171.
- Der Neue Pauly - Stateira (1), XI. svezak, 2001., red. 920.
- William Greenwalt: Statira (1), „Žene u povijesti svijeta“ (Women in World History), XIV. svezak, 2002., str. 745. – 746.

## Vanjske poveznice
- Plutarh: „Život Artakserksa II.“ (Livius.com)  Arhivirana inačica izvorne stranice od 19. svibnja 2009. (Wayback Machine)
- Stateira (AncientLibrary.com)  Arhivirana inačica izvorne stranice od 14. svibnja 2011. (Wayback Machine)